# Chloë Sevigny
Chloë Stevens Sevigny (* 18. listopadu 1974 Springfield, Massachusetts, USA) je americká herečka a bývalá modelka. Filmovým debutem pro ní byla role ve filmu Kids v roce 1995. I v následujících letech hrála v převážně nezávislých filmech, jako Americké psycho (2000), Party Monster a Dogville (oba 2003). V roce 2013 ztvárnila jednu z vedlejších postav v životopisném filmu Lovelace pojednávajícím o pornoherečce Lindě Lovelace. V roce 2009 získala Zlatý glóbus za roli v seriálu Velká láska.

## Filmografie (neúplná)
- 1999 Mapa mého světa – Carole Mackessyová
- 2005 Zlomené květiny – asistentka Carmen